# Iulian Dumitraș

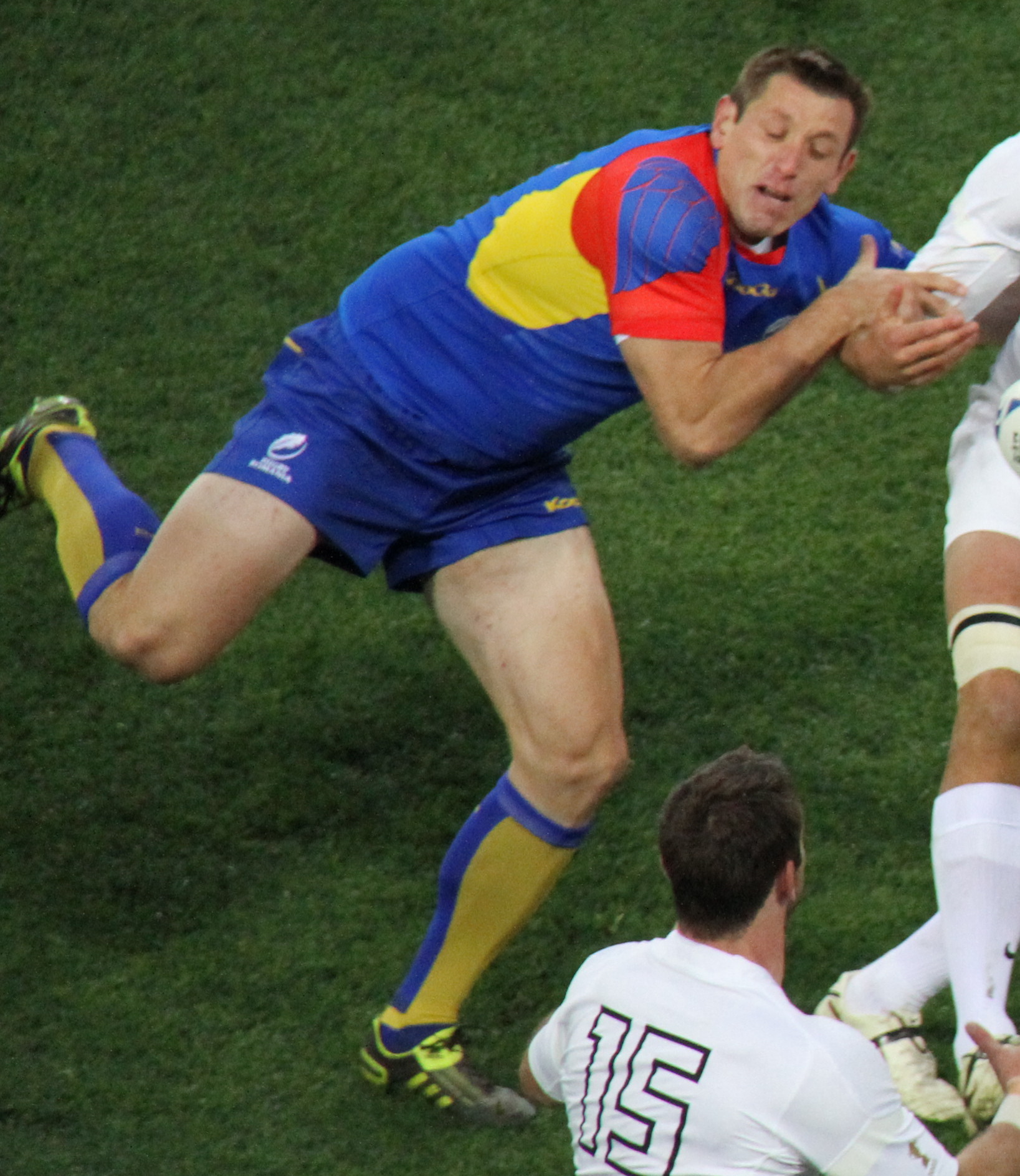

Iulian Dumitraș (n. 22 iunie 1982, Suceava) este un jucător de rugbi român.
Dumitraș a jucat în Franța pentru Tarbes Pyrénées Rugby, Section Paloise (2005/06-2007/08) și joacă pentru SC Albi din 2008/09.
El are 23 de prezențe pentru România, încă de la debutul său în 2002, cu 7 încercări, 4 transformări și 1 sancțiune, a marcat 46 de puncte în total. Jucătorul român a fost prezent la Cupa Mondială de Rugby din 2007 din Franța, jucând în toate cele patru jocuri.